# 晉陝綏邊區總司令部
晉陝綏邊區是1938年10月至1949年5月民国政府设在陕北榆林地区的一个边区。

## 历史
1937年9月，国民政府军事委员会把驻甘肃的邓宝珊新编第一军（辖新编第10旅旅长李贵清、新编第11旅旅长刘保堂）调陕北榆林，与原驻榆林的高双成第86师合编为第二十一军团，军团长邓宝珊。1938年10月，第二十一军团改编为晉陝綏邊區总司令部，邓宝珊任总司令，副司令高双成、陈长捷。下设：
- 参谋长俞方皋
- 政治部
- 秘书处
- 参谋处
- 副官处
- 军法处
- 军需处
- 军医处
- 军警联合稽查处
- 特务营
- 新编第一军：1940年5月8日，新一军番号撤销。
  - 新编第10旅：1938年部队由甘肃进驻榆林时，改旅被胡宗南收编，编入暂编第15师。
  - 新编第11旅：到陕北后，驻守榆林三岔湾、归德堡一带。1939年7月，胡宗南部第494旅（旅长蒋云台）调西峰镇；1939年9月，新11旅调防安边、宁条梁。1940年7月，新11旅第2团由榆林米家园调防安边。1945年10月25日，新11旅安边起义。1945年12月，逃到榆林的新11旅残部重建，隶属第22军，旅长于浚都。1947年12月改编为第228师，师长杨仲璜。1948年8月，邓宝珊率第228师进驻包头，兼任华北剿总副总司令。
- 第86师：1941年扩编为第22军。
- 马占山的东北挺进军，驻府谷县哈拉寨
- 何柱国骑兵第二军
- 门炳岳骑兵第7师
- 何凤祥骑兵第6师（后改为热河挺进军）
- 张励生察哈尔第一游击军
- 蒙军白海生独立骑兵旅

1949年2月，解放军派遣1947年战斗被俘的256团团长李含芳潜入榆林城，和22军军长左世允、86师参谋长张博学秘密协商起义。榆林守军实力派257团团长高凌云、俞方皋、张之因的反对，二月起义流产。1949年4月，解放军榆林军分区39团、40团和地方游击队包围榆林城，第22军完全处于孤立无援的境地。1949年5月3日，边区总司令部参谋长俞方皋拉出在榆林的总司令部人员及其特务营开赴包头，并裹走了榆林城北的22军炮兵营、骆驼队，驻札萨旗的工兵营、保安团，驻东胜的骑兵团。1949年9月9日，在包头的边区总司令部随董其武部队绥远起义。